# Hoplitis cathena
Hoplitis cathena là một loài Hymenoptera trong họ Megachilidae. Loài này được Cameron mô tả khoa học năm 1904.